# Fredrik Andersson (ishockeymålvakt)
För andra betydelser, se Fredrik Andersson.
Fredrik Andersson, född 28 februari 1968, är en svensk före detta ishockeymålvakt som spelat i Modo Hockey, Kapfenberg, EV Wien, Timrå IK samt det svenska ishockeylandslaget Tre Kronor. Andersson var sportchef för Modo Hockey, men efter säsongen 2010/2011 fick han sparken och ersattes av Markus Näslund. Anderssons moderklubb är KB 65.
Andersson har ett VM-silver 1990 och ett U18 EJC-silver på meritlistan som spelare samt ett SM-guld som andretränare för Modo säsongen 06/07. 
2017 blev han huvudtränare för Timrå IK. Han fick sparken från klubben i mars 2022.